# Unione Sovietica ai XIII Giochi olimpici invernali
L'Unione Sovietica partecipò ai XIII Giochi olimpici invernali, svoltisi a Lake Placid, Stati Uniti, dal 14 al 23 febbraio 1980, con una delegazione di 86 atleti impegnati in nove discipline.